# Regió econòmica del Centre-Txernozem
La regió econòmica del Centre-Txernozem (en rus: Центра́льно-Чернозёмный экономи́ческий райо́н; 
tsentralno-txernoziomni ekonomítxeski raion), de vegades anomenada Central-Txernozem és una de les dotze regions econòmiques de Rússia.

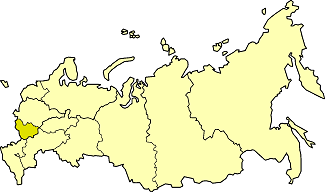
La regió econòmica del Centre-Txernozem al mapa de Rússia.

## Composició
- Óblast de Bélgorod
- Óblast de Kursk
- Óblast de Lípetsk
- Óblast de Tambov
- Óblast de Vorónej